# Adria LNG
Adria LNG je predlagani terminal za utekočinjeni zemeljski plin (LNG), ki bi se nahajal v Omišalju, na otoku Krk, Hrvaška. Prve študije so izvedli leta 1995. Cena investicije je ocenjena na okrog €800 milijonov. Terminal naj bi imel kapaciteto okrog 10-15 milijard kubičnih metrov. Hrvaška sama porabi okrog 3,2 milijarde kubičnih metrov, večino plina bi izvozili v druge države: Slovenijo, Italijo, Avstrijo, Madžarsko in Romunijo.
Partnerji v projetu Adria LNG:
- E.ON Ruhrgas
- Total S.A.
- OMV
- Geoplin

Hrvaška podjetja naj bi imela okrog 25% delež.